# ジェリー・ミナ
ジェリー・フェルナンド・ミナ・ゴンサレス（Yerry Fernando Mina González, 1994年9月23日 - ）は、コロンビア・カウカ県出身のサッカー選手。セリエA・カリアリ・カルチョ所属。コロンビア代表。ポジションはDF (CB)。

## クラブ経歴
2013年、デポルティーボ・パストでプロキャリアをスタートし、翌年にインデペンディエンテ・サンタフェに移籍した。2018年1月11日、FCバルセロナと2023年6月30日までの契約を結んだ。移籍金は1180万ユーロで、契約破棄金は1億ユーロ。バルセロナ初のコロンビア人選手となる。2018年8月9日、エヴァートンFCへ買い戻しオプション付きの完全移籍が発表された。2018-19シーズンはクル・ズマとマイケル・キーンのコンビの前に出番がなく、リーグ戦わずか13試合の出場に終わった。2019年9月、コロンビアで禁止されている賭博の広告に出演していたとしてイングランドサッカー協会から罰金処分を下された。2019-20シーズンはズマがローン元のチェルシーFCに復帰したため、キーンとのコンビを組むことに成功した。2月1日ワトフォードFC戦では2ゴールを決め3-2での勝利に貢献した。
2023年6月9日、エヴァートン退団が発表され、同年8月4日、ACFフィオレンティーナにフリーで移籍し、1年契約を締結した。2024年2月1日、カリアリ・カルチョに移籍した。

## 代表経歴
コロンビア代表としてU-23代表としてプレーした。
2018 FIFAワールドカップのメンバーに選出されると、一次リーグ第2戦ポーランド戦では先制得点を決め、第3戦セネガル戦では決勝点となるヘディングを決め、コロンビアの一次リーグ突破に貢献。決勝トーナメント1回戦のイングランド戦でも、0-1で迎えた試合終了間際に、コーナーキックからヘディングによるゴールを決めた。ディフェンダーとして3ゴールは1974年大会のパウル・ブライトナー、1990年大会のアンドレアス・ブレーメと並び大会最多タイである。

## 代表歴

### 出場大会
- コロンビア代表
  - 2018 FIFAワールドカップ

### 試合数
- 国際Aマッチ 43試合 7得点（2016年-）[11]

| コロンビア代表 | 国際Aマッチ | 国際Aマッチ |
| 年             | 出場        | 得点        |
| -------------- | ----------- | ----------- |
| 2016           | 5           | 1           |
| 2017           | 4           | 2           |
| 2018           | 6           | 3           |
| 2019           | 9           | 0           |
| 2020           | 2           | 0           |
| 2021           | 12          | 1           |
| 2022           | 1           | 0           |
| 2023           | 4           | 0           |
| 2024           |             |             |
| 通算           | 43          | 7           |

## タイトル

### クラブ
SEパルメイラス
- 2016 カンピオナート・ブラジレイロ・セリエA

インデペンディエンテ・サンタフェ
- コパ・スダメリカーナ2015
- カテゴリア・プリメーラA 2014クラウスーラ

FCバルセロナ
- コパ・デル・レイ：1回（2017-18）
- リーガ・エスパニョーラ：1回（2017-18）

### 個人
- プレミオ・クラッキ・ド・ブラジレイロン: 2016[12]